# Orovac
Orovac falu Horvátországban Belovár-Bilogora megyében. Közigazgatásilag Severinhez tartozik.

## Fekvése
Belovár központjától légvonalban 11, közúton 14 km-re keletre, községközpontjától 4 km-re északra, a Bilo-hegység déli lejtőin, Severin, Ciglena és Kašljavac között, a Borovička-patak jobb partján fekszik.

## Története
A falu a 17. századtól népesült be, amikor a török által elpusztított, kihalt területre folyamatosan telepítették be a keresztény lakosságot. 1774-ben az első katonai felmérés térképén „Dorf Orovacz” néven szerepel. Már ekkor állt a falutól keletre a Szent Miklós tiszteletére szentelt pravoszláv templom, melyet ma már nem találunk. A település katonai közigazgatás idején a szentgyörgyvári ezredhez tartozott. Lipszky János 1808-ban Budán kiadott repertóriumában „Orovacz” néven szerepel.  
Nagy Lajos 1829-ben kiadott művében „Orahovecz” néven 40 házzal, 112 katolikus és 243 ortodox vallású lakossal találjuk.
A katonai közigazgatás megszüntetése után Magyar Királyságon belül Horvát-Szlavónország részeként, Belovár-Kőrös vármegye Belovári járásának része volt. 1857-ben 652, 1910-ben 974 lakosa volt. Az 1910-es népszámlálás szerint a falu lakosságának 81%-a horvát, 17%-a szerb anyanyelvű volt. 1918-ban az új szerb-horvát-szlovén állam, majd később Jugoszlávia része lett. 1941 és 1945 között a németbarát Független Horvát Államhoz, majd a háború után a szocialista Jugoszláviához tartozott. 
1991-től a független Horvátország része. 1991-ben lakosságának 82%-a horvát, 9%-a szerb nemzetiségű volt. 1992-ben Severinnel együtt Belovártól Nova Rača községhez csatolták, majd 1997-ben erről leválasztva az új, önálló Severin község része lett. 2011-ben a településnek 341 lakosa volt.

## Lakossága
| Lakosság változása | Lakosság változása | Lakosság változása | Lakosság változása | Lakosság változása | Lakosság változása | Lakosság változása | Lakosság változása | Lakosság változása | Lakosság változása | Lakosság változása | Lakosság változása | Lakosság változása | Lakosság változása | Lakosság változása | Lakosság változása |
| ------------------ | ------------------ | ------------------ | ------------------ | ------------------ | ------------------ | ------------------ | ------------------ | ------------------ | ------------------ | ------------------ | ------------------ | ------------------ | ------------------ | ------------------ | ------------------ |
| 1857               | 1869               | 1880               | 1890               | 1900               | 1910               | 1921               | 1931               | 1948               | 1953               | 1961               | 1971               | 1981               | 1991               | 2001               | 2011               |
| 320                | 410                | 472                | 656                | 772                | 915                | 892                | 934                | 819                | 805                | 766                | 663                | 535                | 438                | 400                | 341                |

## Nevezetességei
A falu közepén, a főutca nyugati oldalán álló Kármelhegyi Boldogasszony tiszteletére szentelt római katolikus kápolnája 1902-ben épült, 1995-ben felújították. Kisméretű, egyhajós, négyszög alaprajzú épület, félköríves ablakokkal. Piramis alakú toronysisakkal fedett harangtornya a kalati homlokzat felett áll.